# Bob Dylan
Bob Dylan  (pronunție: /bɒb 'di.lən/, v. AFI; născut ca Robert Allen Zimmerman; n. 24 mai 1941, Duluth, Minnesota, SUA) este un cântăreț, compozitor, muzician și poet american ale cărui contribuții în muzica americană sunt comparabile, în faimă și influență, cu cele ale lui Stephen Foster, Irving Berlin, Woody Guthrie și Hank Williams.
A crescut în Hibbing, Minesota.
O parte din cele mai apreciate cântece ale lui Dylan sunt din anii 1960, iar cântece precum "Blowin' in the Wind" și "The Times They Are a-Changin'" au devenit embleme ale mișcărilor anti-război și pentru drepturile civile la scară mondială. Albumul Together Through Life a intrat în topul vânzărilor de albume din Marea Britanie și din SUA în 2009, Bob Dylan fiind astfel cel mai în vârstă artist care reușește acest lucru.
Pe lângă faptul că este cântăreț vocal, Dylan mai cântă și la muzicuță, chitară, chitară bas, pian și orgă electronică.
În 2004 a fost trecut pe locul doi în lista celor mai mari artiști ai tuturor timpurilor al revistei Rolling Stone.
Din ianuarie 2011 creația sa este obiect de studiu la Catedra de Istorie a Ideilor din cadrul Facultății de Filosofie, Istorie a Ideilor și a Artelor și Limbi Clasice, Universitatea Oslo, Norvegia.
În anul 2016 i-a fost decernat Premiul Nobel pentru Literatură, „pentru crearea de noi expresii poetice în cadrul marii tradiții a cântecului american”. 
Bob Dylan nu a fost prezent la banchetul din 10 decembrie 2016 dat în cinstea câștigătorilor premiului Nobel. Cuvântarea sa de mulțumire a fost citită de Azita Raji, ambasadorul SUA în Suedia.
Bob Dylan a fost atras in cursul vietii de trăiri religioase și experiențe spirituale deosebite, în general legate de tradiția iudeo-creștină. La 13 ani părinții i-au organizat la sinagoga ortodoxă Agudat Ahim, care funcționa în acea vreme la Hibbing, Minnesota, ceremonia de Bar Mițva, pentru care a învățat noțiuni de ebraică și iudaism cu un rabin din Brooklyn. A participat la o tabără de tineret evreu sionist, mai târziu a vizitat Israelul, s-a interesat de viața de kibuț, iar la finele anilor 1970 a parcurs o etapă creștină, fiind convertit la creștinism de membri ai congregației Vineyard, de orientare neoprotestantă evanghelistă. Mai târziu, a fost în audiență la rabinul din Lubavici, a participat la unele evenimente, inclusiv la o campanie de donații ale mișcării hasidice Habad, a organizat o ceremonie de Bar Mițva pentru unul din fiii săi la Zidul Plângerii din Ierusalim etc 

## Viață și carieră
În 1976 Dylan scrie cântecul "Hurricane", care, deși are o lungime de 8 minute și 32 de secunde, ajunge pe locul 33 în topul cântecelor americane.

## Discografie

### Albume
- Bob Dylan, 1962
- The Freewheelin' Bob Dylan, 1963
- The Times They Are a-Changin', 1964
- Another Side of Bob Dylan, 1964
- Bringing It All Back Home, 1965
- Highway 61 Revisited, 1965
- Blonde on Blonde, 1966
- John Wesley Harding, 1967
- Nashville Skyline, 1969
- Self Portrait, 1970
- New Morning, 1970
- Pat Garrett & Billy the Kid, 1973
- Dylan, 1973
- Planet Waves, 1974
- Blood on the Tracks, 1975
- The Basement Tapes, 1975
- Desire, 1976
- Street-Legal, 1978
- Slow Train Coming, 1979
- Saved, 1980
- Shot of Love, 1981
- Infidels, 1983
- Empire Burlesque, 1985
- Knocked Out Loaded, 1986
- Down in the Groove, 1988
- Oh Mercy, 1989
- Under the Red Sky, 1990
- Good as I Been to You, 1992
- World Gone Wrong, 1993
- Time Out of Mind, 1997
- Love and Theft, 2001
- Modern Times, 2006
- Together Through Life, 2009
- Christmas at Heart, 2009
- Tempest, 2012
- Shadows in the Night, 2015
- Fallen Angels, 2016
- Triplicate, 2017
- Rough and Rowdy Ways, 2020
- Shadow Kingdom, 2023

### Compilații
- Bob Dylan's Greatest Hits, 1967
- Bob Dylan's Greatest Hits Vol. II, 1971
- Masterpieces, 1978
- Biograph, 1985
- The Bootleg Series, Vols. 1-3: Rare And Unreleased, 1961-1991, 	1991
- Bob Dylan's Greatest Hits Volume 3, 1994
- The Best of Bob Dylan, Vol. 1 (UK), 1997
- The Bootleg Series Vol. 4: Bob Dylan Live 1966, The "Royal Albert Hall" Concert, 1998
- The Best of Bob Dylan, Vol. 2, 2000
- The Essential Bob Dylan, 2000
- The Bootleg Series Vol. 5: Bob Dylan Live 1975, The Rolling Thunder Revue, 2002
- The Bootleg Series Vol. 6: Bob Dylan Live 1964, Concert at Philharmonic Hall, 2004
- The Bootleg Series Vol. 7: No Direction Home: The Soundtrack, 2005
- The Best of Bob Dylan (US), 2005
- Dylan, 2007
- The Original Mono recordings, 2010
- The Best of the Original Mono Recordings, 2010

### Înregistrări live
- Before the Flood, 1974
- Hard Rain, 1976
- Bob Dylan at Budokan, 1979
- Real Live, 1984
- Dylan & The Dead, 1989
- The 30th Anniversary Concert Celebration, 1993
- MTV Unplugged, 1995
- Live at the Gaslight 1962, 2005
- Live at Carnegie Hall 1963, 2005
- In Concert at Brandeis University 1963, 2010

Începând din 2006 Bob Dylan prezintă emisiunea "Theme Time Radio Hour" la postul XM Radio.